# AIMP
AIMP — бесплатный аудиопроигрыватель с закрытым исходным кодом, написанный на Delphi.

## История
Проект был начат российским программистом Артёмом Измайловым, когда тот ещё учился в школе. Первоначально он был локальным, чуть позже под названием AIMP 3 PRO появился в сети. Основным направлением разработки было создание многофункционального плеера, в программу были добавлены функции поддержки видео и записи дисков. Через некоторое время проект перешёл под лейбл MMC и стал именоваться AIMP MMC Pro, но в таком состоянии просуществовал недолго. Весной 2006 года к Измайлову обратилась администрация журнала Game-Man с предложением перенести проект на их сайт с бесплатного хостинга narod.ru, однако вскоре журнал прекратил существование, и плеер вновь затерялся. Измайлов решил кардинально переработать свой продукт, переработать программный движок и отказаться от некоторых функций. В результате 8 августа 2006 года вышла новая версия плеера — AIMP Classic, в этот же период проект обзавёлся собственным сайтом. Через год после этого был выпущен AIMP2, который отличался новым движком и обновлённым интерфейсом. В ноябре 2010 года проект покинул дизайнер Сергей Рюмин, а 20 декабря было анонсировано открытое бета-тестирование новой версии плеера AIMP3. Начиная с этой версии проигрыватель работает на звуковом движке собственной разработки, который работает на аудио-библиотеке Bass, разрабатываемой командой разработчиков Un4seen.
Название AIMP первоначально являлось аббревиатурой и произошло от англ. Artem Izmaylov Media Player. Однако, по словам Измайлова, на данный момент AIMP стало именем собственным, поскольку работа над проектом ведётся целой группой разработчиков.
8 августа 2015 вышла первая бета AIMP4. В новой версии был обновлён интерфейс с Waveform-Навигатором, интегрированной в плеер фонотекой, а также поддержкой умных (смарт) плейлистов.
22 декабря на сайте появилась версия для Linux, основанная на эмуляторе Wine.

### История версии для Android
В 2013 году выпущена бета-версия AIMP для ОС Android; первая полная версия 1 представлена 27.02.2015.
15 декабря 2015 вышла релизная версия AIMP2.
21 августа 2017 года вышла бета-версия AIMP v2.50. В этой версии улучшен скин-движок, исправлены некоторые ошибки в фонотеке и появилась поддержка формата ATRAC3.
13 января 2018 года вышла бета-версия AIMP v2.70 для Android. Расширены возможности звукового движка, улучшена работа с плей-листами, добавлен плавный переход между треками а также эквалайзер расширен до 29 полос.
10 августа 2018 года вышла бета-версия AIMP 2.80 для Android. Улучшения в скин-движке и исправления.
1 сентября 2019 года вышла бета-версия AIMP 3.00 для Android. Новый пользовательский интерфейс; Управления жестами в обложке альбома; Ночной режим; Обновлён диалог управления преднастройками эквалайзера; Обновлён диалог настроек; Новый макет — Автомагнитола; Обновлён внешний вид и функционал диалога добавления файлов; Обновлён внешний вид экрана плейлиста; Перепроектирован шаблон для группировки и сортировки плейлиста и так далее.

## Возможности и особенности (Windows)
- Вывод звука через DirectSound / ASIO / WASAPI / WASAPI Exclusive[11].
- Не может быть использован как сервер UPnP. Измайлов поясняет это «нецелесообразностью»[12].
- Возможность загрузки файла целиком или его части в оперативную память, что позволяет избежать задержек чтения с диска или медленного носителя при проигрывании.
- Одновременная работа с несколькими списками воспроизведения.
- Чувствительный 19-полосный эквалайзер.
- Встроенные звуковые эффекты: реверберация, фланжер, хорус, питч, темп, эхо, скорость, бас, усиление, подавление голоса.
- Минимальное потребление системных ресурсов.
- Создание закладок и очереди воспроизведения.
- Поддержка файлов разметки (Cue sheet).
- Поиск файлов по всем открытым спискам воспроизведения.
- Встроенный аудиоконвертер позволяет преобразовывать музыку из самых разных форматов в популярные MP3, WAV, WMA, OGG, AAC и др.
- Возможность риппинга аудио-CD (CDA) в MP3, OGG, WAV, WMA и др. с помощью встроенной утилиты Аудиоконвертер.
- Встроенный редактор меток (тегов), с помощью которого можно отредактировать метки аудиофайлов, а также переименовать файлы группой, отсортировать по заданному шаблону или применить значения меток к группе файлов.
- Встроенная Фонотека имеет мощные инструменты для каталогизации музыкальной коллекции (поиск, сортировка, группировка, фильтрация).
- Поддержка множества языков.
- Выключение компьютера в заданное время/по окончании списка воспроизведения/по окончании определённого числа звуковых дорожек.
- Настройка глобальных и локальных горячих клавиш.
- Поддержка 44 аудиоформатов: MPEG-1, MPEG-2, OGG, WAV, FLAC, APE, Opus и т. д.
- Не поддерживается воспроизведение: AAC-DASH
- Поддержка плагинов.
- Воспроизведение потокового содержимого (интернет-радио):
  - Опционально потоки могут быть записаны без перекодировки (для потоков MP3, AAC, AAC+), либо с кодированием в MP3, OGG, WAV, WMA и др. При этом проигрыватель умеет автоматически «резать» поток на дорожки, присваивая названия композициям (при наличии этой информации в потоке).
- Опционально — автоматическая нормализация уровня громкости.
- Полная поддержка ReplayGain (воспроизведение треков, анализ треков).
- Сохранение списка воспроизведения в список звуковых дорожек текстового формата или HTML.
- Информация о файле — показ сведений о файле/формате при наведении мыши на значок проигрывателя в области уведомлений, а также (опционально) при старте следующей звуковой дорожки вверху/внизу экрана.
- Сворачивание проигрывателя в маленькую панельку (Tray Control) либо в область уведомлений.
- Интеграция:
  - Открытие файлов/папок из проводника Windows.
  - Отправка файлов в конвертер/редактор тегов.
  - Поддержка перетаскивания для файлов/папок/ярлыков.
  - Слежение за буфером обмена на наличие воспроизводимых URL.
  - Поддержка перетаскивания из AIMP в другие программы.
- Визуализация — совместимость с Sonique-плагинами.
- Наличие большого количества разнообразных обложек («шкурок»).
- При установке в портативном режиме AIMP полностью переносим.
- Отображение параметров, внесённых в список воспроизведения файлов: тип кодека, частота дискретизации, битрейт, размер файла.
- Разграничение файлов листа по папкам или другим критериям, заданным пользователем.
- Тип визуализации в виде двух шкал, в реальном времени отображающих уровень громкости каждого из каналов (Analog meter).
- Совместимость со скробблером Last.fm.
- Совместимость с караоке-плагином MiniLyrics.
- Проигрыватель не собираются выпускать под Linux, по словам разработчика, причина тому — большое количество дистрибутивов Linux’а и отсутствие ресурсов на разработку. Однако проигрыватель можно запустить в среде Wine.
- Большинство пользователей справедливо критикуют проигрыватель за набор приложений Яндекса (Spyware и Shitware) в комплекте поставки (опционально).
- С версии 4.12 перестали корректно работать ассоциации файлов в Windows XP. Разработчик поясняет это нерациональностью сохранения кода для поддержки старой версии Windows.[13]

## Возможности и особенности (Android)[14]
- Поддержка многих аудиоформатов (*.ape; *.mpga; *.mp3; *.wav; *.ogg; *.umx; *.mod; *.mo3; *.it; *.s3m; *.mtm; *.xm; *.aac; *.flac; *.mp4; *.m4a; *.m4b; *.mpc; *.wv; *.opus; *.dff; *.dsf; *.tta; *.aa3; *.oma; *.at3).
- Поддержка файлов разметки (CUE).
- 8-ми полосный эквалайзер с возможностью автоматической подстройки под жанр трека. (С недавнего обновления расширен до 29 полос[8].)
- Автоматическое определение кодировки данных в тегах.
- Поддержка обложек альбома (из тегов / из папки с файлом).
- Поддержка работы с несколькими плейлистами.
- Поддержка интернет-радио.
- Возможность сведения многоканальных аудиосигналов в стерео.
- Возможность принудительного сведения в моно (опционально).
- Возможность выборочного добавления файлов / папок в плейлист.
- Возможность быстрого добавления всей музыки с SD-карт.
- Возможность повтора плейлиста / повтора трека / проигрывания плейлиста без повтора.
- Последовательное проигрывание треков / проигрывание в случайном порядке.
- Управление из «шторки» (для Android v3.0 и новее) и с гарнитуры.
- Виджет для рабочего стола (4x1, 4x2 и 4x4 с возможностью изменения размеров).
- Интеграция со стандартным экраном блокировки (для Android v4.0 и новее).
- Виджеты для экрана блокировки (для Android v4.2 и новее) и для рабочего стола.
- Возможности плейлиста:
  - группировка файлов по шаблону;
  - сортировка файлов по шаблону/вручную;
  - поиск в режиме фильтрации;
  - физическое удаление файла достигается с помощью Storage Access Framework (на версиях Android 4.4.x и ниже может потребоваться Root-доступ к накопителю).
- Воспроизведение музыки из файловых менеджеров.
- Отсутствие будильника.[15]
- Поддержка Android Shortcuts.

## Награды
- Трёхкратный лауреат «национальной премии в области программного обеспечения» «Софт года 2009»[16], «Софт года 2010»[17] и «Софт года 2011»: в номинации «Дизайн и мультимедиа».
- Двукратный лауреат «национальной премии в области программного обеспечения» «Софт года 2007»[18] и «Софт года 2008»[19]: в номинациях «Интерфейс» и «Функциональность».

## Варианты AIMP и дополнительное ПО для него

### Реализовано, частично реализовано, закрыто
1. AIMP MMC (проект закрыт в 2006 году) - "прошлая жизнь" AIMP, после версии AIMP MMC Pro v5.27 Beta 3 проект был переделан с нуля.
2. AIMP Classic (проект закрыт в 2007 году) - Заменил AIMP MMC. Начался на версии 1.52 (52 - номер последней версии AIMP MMC - 5.27 Beta 3), закончился на версии 1.77.9
3. AIMP for Windows - версия для Windows. Последней версией является - 5.30.2501 Alpha
4. AIMP for Android - версия для Android. Последней версией является - 4.00.1347
5. AIMP for Linux - версия для Linux. Пока доступна как версия для Windows запускающаяся посредством Wine, но проект планируют реализовать в полной мере.
6. AIMP for Android Skin Editor - Редактор обложек для версии для Android. Последней версией является 1.40.191.
7. AIMP for Windows Skin Editor - Редактор обложек для версии для Windows. Последней версией является 5.10.1254.
8. AIMP Cutter - приложение для Android сделанное для обрезки песен в рингтоны. Проект не удался и к 3.30 был закрыт.
9. AIMP Advanced Tag Editor - Расширенный редактор тегов с большим количеством функций.
10. AIMP Audio Converter - Конвертер аудио файлов.
11. AIMP Access Rights Elevator
12. AIMP Setup/Uninstall - Программа установки AIMP для Windows. Аналогична той что создаётся для последующей деинсталляции.
13. AIMP Localization Editor - Редактор локализаций. Последней версией является 1.81.161.
14. AIMP Utilies - Программа объединяющая все утилиты (конвертер, редактор тегов, звукозапись (так и не вернули)). Не идёт в комплекте начиная с AIMP v3.00.
15. Software Development Kit for AIMP for Windows - тулкит для разработчиков плагинов для AIMP for Windows. Последний раз обновлялся для 5.11.2425.

### Планируется
1. Software Development Kit for AIMP for Android - тулкит для разработчиков плагинов для AIMP for Android. Планируется добавления возможности плагинов в версию для Android соответственно появится тулкит
2. Software Development Kit for AIMP for Linux - по аналогии с ранее упомянутым тулкитом с появлением полной версии для Linux появятся плагины для создания которых нужен тулкит.
3. AIMP for Linux Skin Editor - Редактор обложек для версии для Linux. С какой то вероятностью появится другой скин движок, соответственно учитывая работу скин-движков версий для Windows и Android появится редактор.
4. AIMP Sound Recorder - планируется вернуть звукозапись которая пропала в 3.00

### То что возможно реализуют не так как именно хотелось требующим это пользователям
1. AIMP Video Player - некоторые хотели бы увидеть AIMP в роли видеоплеера, но скорее всего это может быть реализуют как плагин или наоборот отдельную программу.

### Неофициальное ПО связанное с AIMP
1. AIMP Remote Control - утилита для управления настольной версией AIMP с телефона
2. AIMP Radio Playlist - радиокаталог который даёт небольшую интеграцию с AIMP.

## Рецензии
Во многих обзорах AIMP сравнивается с медиаплеером Winamp. Прежде всего рецензенты отмечают сходство интерфейсов программ, при этом одни называют это недостатком, в то время как другие не придают этому особого значения. Рецензии носят положительный характер, хотя помимо достоинств указываются и недостатки плеера.
В кратком обзоре версии AIMP Classic на портале iXBT обращается внимание на возможности настройки эквалайзера и функциональность редактора ID3-тегов. В статье на сайте Ferus.ru основными плюсами AIMP Classic называются широкие возможности настройки воспроизведения звука, наличие дополнительных утилит, минимальное потребление ресурсов.
Перечисляя достоинства и функциональные особенности программы, обозреватель ресурса Softive.ru характеризует AIMP2 как «плеер почти ничем не уступающий WinAmp’у, а местами и превосходящий его». В сравнительном обзоре популярных аудиоплееров он же рекомендует AIMP как плеер для дома и офиса, отметив, однако, при этом, что плеер не совсем идеален и постоянно дорабатывается.
Онлайн-издание 3DNews в своём обзоре делает акцент на интерфейсе программы, назвав его продуманным и причислив к одним из главных достоинств плеера. Также отмечается скорость работы и экономный расход ресурсов, по наблюдениям авторов статьи, «AIMP загружается намного быстрее проигрывателя Winamp». Кроме того, рецензенты проверили утверждения о том, что по качеству звука AIMP2 опережает своих конкурентов, однако не обнаружили никакой разницы между ним и Winamp’ом. По утверждению издания, на середину 2009 года «некогда самый популярный плеер Winamp заметно сдал позиции, и сегодня уступает, как минимум, двум разработкам — foobar2000 и AIMP».
Не менее шести раз AIMP обозревался в российском и украинском изданиях журнала CHIP. Также плеер получил награду «Выбор редакции» на международном загрузочном портале Chip.eu. В качестве ключевых достоинств в третьей версии плеера CHIP выделяется качество звучания, поддержка lossless-форматов, интернет-радио и образов музыкальных дисков, скорость запуска, удобство средств наведения порядка в фонотеке, наличие редактора тегов, поддержку DSP-эффектов, встроенный будильник (только в ПК-версии) и др.